# Brunei i olympiska sommarspelen 2004
Brunei i olympiska sommarspelen 2004 bestod av 1 idrottare som blivit uttagna av Bruneis olympiska kommitté.

## Friidrott
Herrar
Bana, maraton och gång
| Idrottare       | Gren        | Heat     | Heat      | Kvartsfinal | Kvartsfinal | Semifinal        | Semifinal        | Final            | Final            |
| Idrottare       | Gren        | Resultat | Placering | Resultat    | Placering   | Resultat         | Placering        | Resultat         | Placering        |
| --------------- | ----------- | -------- | --------- | ----------- | ----------- | ---------------- | ---------------- | ---------------- | ---------------- |
| Jimmy Anak Ahar | 1 500 meter | 4:14.11  | 13        | i.u.        | i.u.        | Gick inte vidare | Gick inte vidare | Gick inte vidare | Gick inte vidare |